# Platycarya strobilacea
Platycarya strobilacea là một loài thực vật có hoa trong họ Juglandaceae. Loài này được Siebold & Zucc. miêu tả khoa học đầu tiên năm 1843.

## Hình ảnh

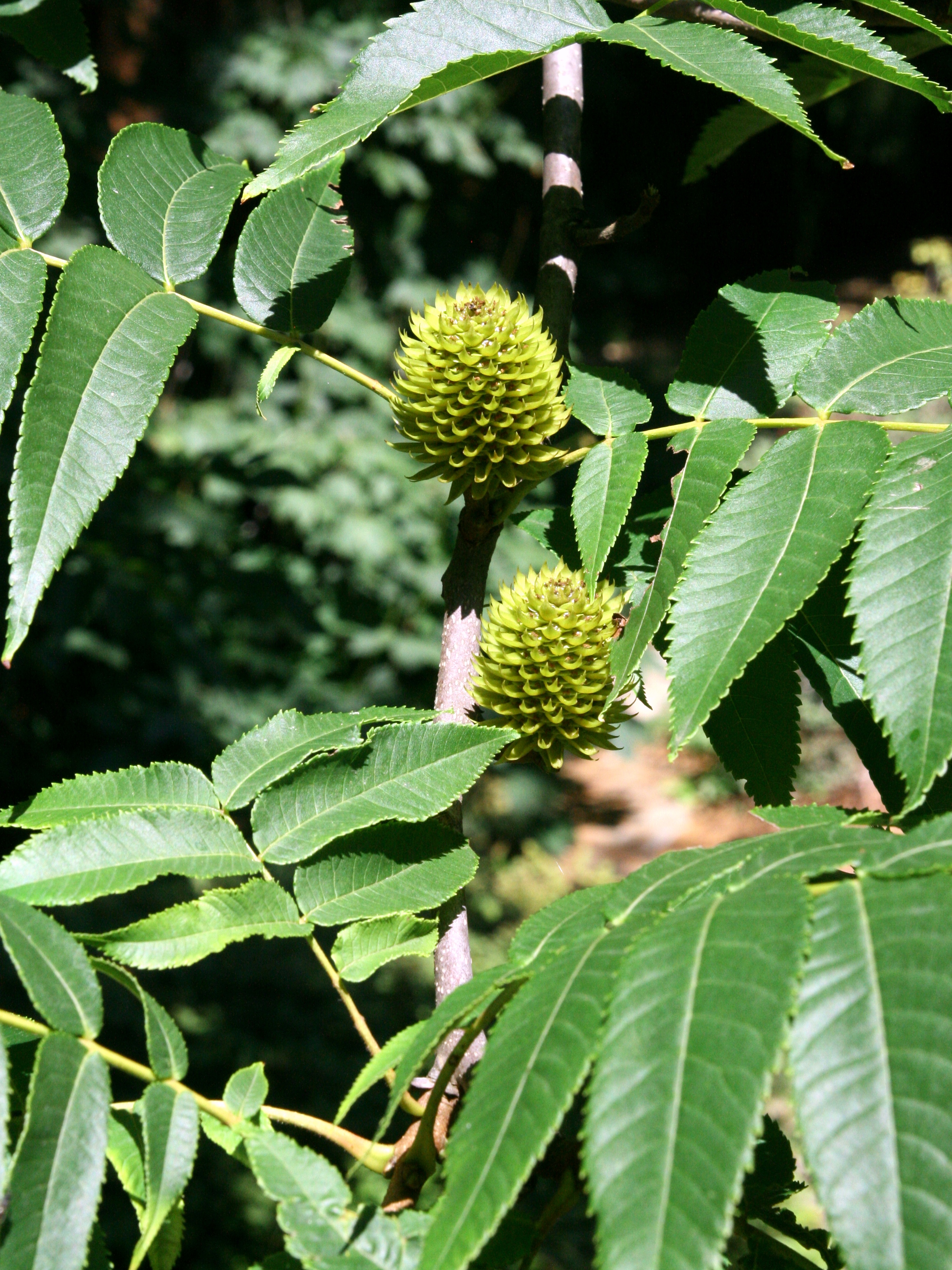
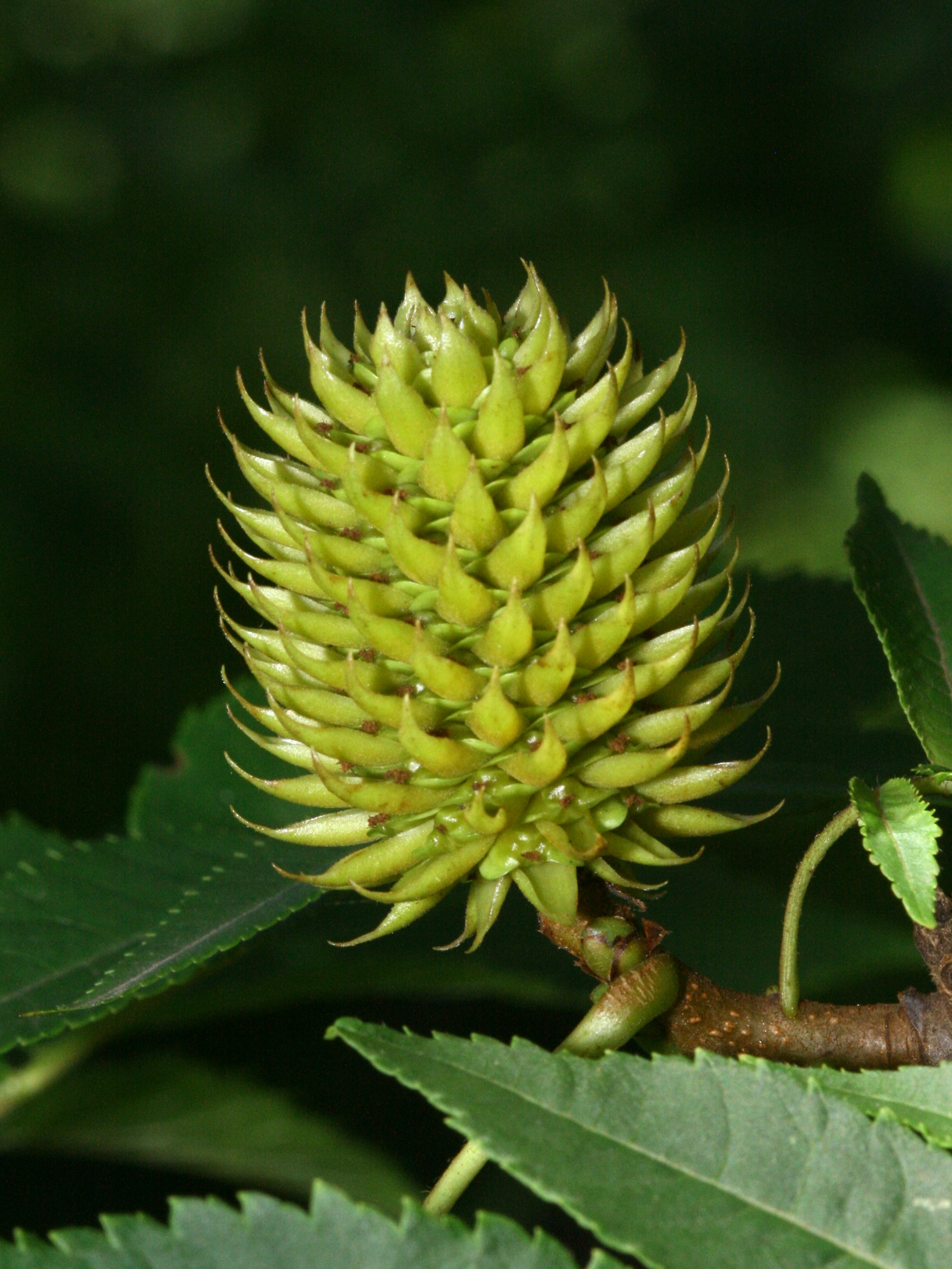
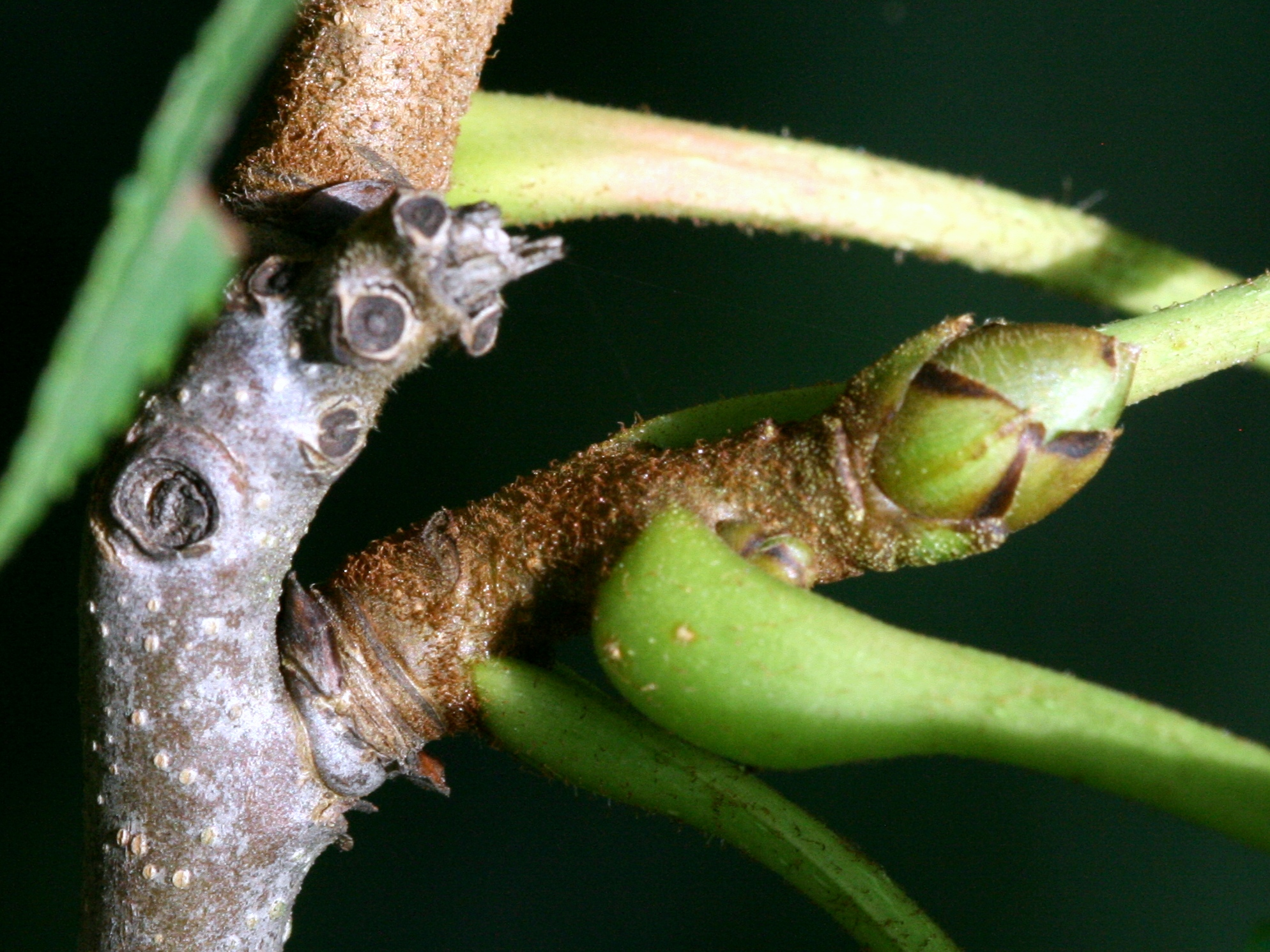
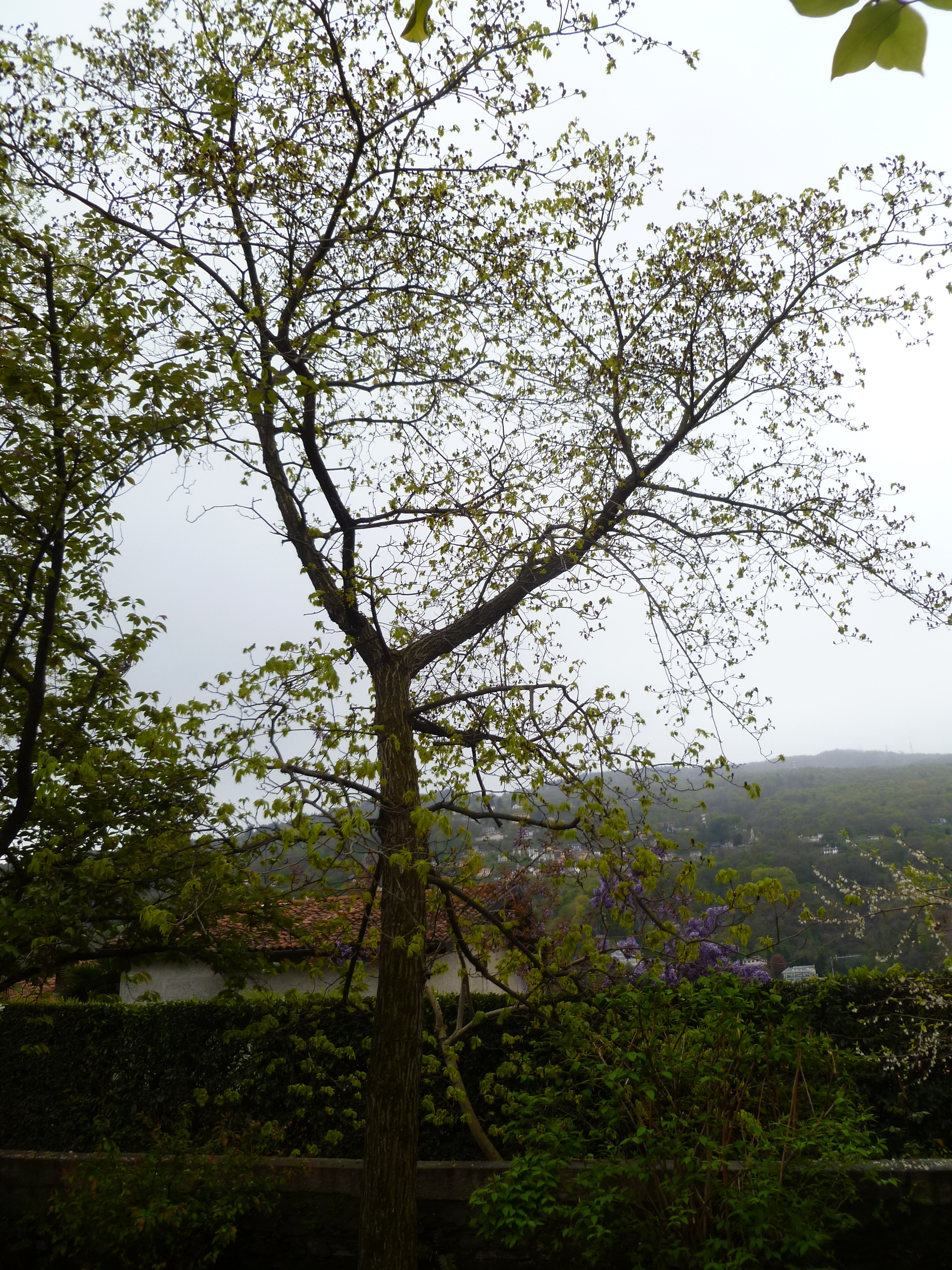